# Blauwoorglansspreeuw
De blauwoorglansspreeuw (Lamprotornis chloropterus) is een zangvogel uit de familie Sturnidae (spreeuwen). De zuidelijke blauwoorglansspreeuw werd eerder beschouwd als een aparte soort maar bij een taxonomische herziening in 2025 is dit een ondersoort geworden van de (noordelijke) blauwoorglansspreeuw.

## Kenmerken
De vogel is gemiddeld 18 cm lang en weegt 63 tot 86 gram. Het is een relatief kleine glansspreeuw met een korte staart. De soort is lastig te onderscheiden van de bronsstaartglansspreeuw en de groenstaartglansspreeuw. De vogel is overwegend blauwgroen met een metaalglans. Rond het oog zit een small donker masker, het oog zelf heeft een oranje tot gele iris.

## Verspreiding en leefgebied
De blauwoorglansspreeuw komt wijdverspreid voor in Afrika ten zuiden van de Sahara en telt twee ondersoorten:
- L. c. chloropterus (noordelijke blauwoorglansspreeuw): van Senegal en Gambia tot Eritrea, Ethiopië en Kenia.
- L. c. elisabeth (zuidelijke blauwoorglansspreeuw): van Tanzania tot Zimbabwe.

Het is een vogel van bossavanne en ander typen half open bosgebieden en ook wel agrarisch gebied. Buiten de broedtijd ook wel in steden en tuinen. Komt voor in kustgebieden, maar ook wel in heuvelland tot op 1700 m boven zeeniveau (in Malawi).

## Status
De grootte van de populatie is niet gekwantificeerd. De vogel is echter algemeen en men veronderstelt dat de soort in aantal stabiel is. Om deze redenen staat deze vogel als niet bedreigd op de Rode Lijst van de IUCN.